# A New England Patriots 2007-es szezonja
A New England Patriots 2007-es szezonja az amerikaifutball-csapat 38. szezonja a National Football League-ben, összesen pedig a 48. A csapat teljesítménye javult a 2006-os szezonban elért 12–4-es mutatóhoz képest. A Patriots az első csapat az NFL történetében, amelynek 16–0-s mutatóval sikerült befejeznie az alapszakaszt, és az első veretlen csapat a Miami Dolphins 1972-ben teljesített 14-0-s szezonja óta. A 42. Super Bowlt a New York Giants ellen játszották. A Giants nagyszerű játékkal legyőzte a Patriots-ot, így nem sikerült megdönteni az 1972-es Miami Dolphins tökéletes szezonját. Ezzel a vereséggel a Patriots – az 1984-es San Francisco 49ers és az 1985-ös Chicago Bears mellett – a harmadik csapat, amelyik 18–1-es mutatóval fejezte be a szezont.

## Holtidény
A holtidényben történnek a csapatoknál a személyi változások, játékosok és edzők érkezése, távozása, a játékosbörze lebonyolítása stb. A 2007-es szezon elejének szomorú eseménye volt Marquise Hill  defensive end a halála. A draft második körös választottjára május 28-án holtan találták rá, az előző este bekövetkezett jetski-baleset után a Pontchartrain-tavon, északra Hill otthonától, a louisianai New Orleans-tól. A temetésen sok Patriots-játékos és személyzeti tag mellett részt vett Hill korábbi edzője, Nick Saban is.
Edzőváltások
Eltérően az előző holtidényektől, Bill Belichick 2007-es edzői gárdája nagyjából változatlan maradt. Csak Brian Daboll wide receiver edző távozott a New York Jets-hez, ahol az irányítók edzője lett. A helyét Nick Caserio vette át, aki addig Director of Pro Personnel (a profi személyzet igazgatója) volt. A csapathoz érkezett a Duke Egyetemnél offensive koordinátor és irányító edző Bill O’Brian, támadó segédedzőként, a special team tagja, Don Davis linebacker pedig visszavonult, ő erőnléti segédedző lett a csapatnál.
Távozó játékosok
A Patriotsból két 2006-os kezdő távozott szabad ügynökként:  Daniel Graham tight end a Denver Broncoshoz, Tully Banta-Cain linebacker pedig a San Francisco 49ershez igazolt. Ezenkívül a running back Corey Dillon, aki 2006-ban a Patriots vezető futója volt, kérte az elengedését, és a klub március 2-án eleget tett a kérésének, és rajta kívül Tebucky Jonest is elengedték a holtidény elején. Távozott még Todd Sauerbrun punter is, aki a Denverhez írt alá.
Érkező játékosok
A holtidényben hét szabad ügynök (korlátlanul igazolható játékos) érkezett a Patriotshoz. A támadókhoz jött Sammy Morris running back, Kyle Brady tight end, valamint Donté Stallworth és Kelley Washington, mindketten wide receiverek. A védőkhöz csatlakoztak: Adalius Thomas linebacker, valamint Tory James és Eddie Jackson cornerback. A többi érkező a defensive linemen Rashad Moore (New York Jets) és Kenny Smith (Tampa Bay Buccaneers), a linebacker Chad Brown (Pittsburgh Steelers), a tight end Marcellus Rivers (New Orleans Saints) és a punter Chris Hanson (New Orleans Saints) volt.
A csapat saját szabad ügynökei, illetve lehetséges szabad ügynökei közül Heath Evans, Billy Yates, Larry Izzo, Rashad Baker, Gene Mruczkowski, Junior Seau, Randall Gay, Troy Brown, és Vinny Testaverde játékosokat újraszerződtették. A Patriots Asante Samuel cornerback-kel különleges szerződést kötött augusztus 28-án.
Üzletek a játékosbörzén
A Patriots a második és hetedik körös 2007-es draftválasztását elcserélte a Miami Dolphinsszal a wide receiver Wes Welkerért, akivel ötéves szerződést kötöttek, a draft második napján pedig a negyedik körös draftválasztásért megkapták az Oakland Raiderstől Randy Moss wide receivert.

## A 2007-es NFL-draft
| Kör | Teljes | Játékos             | Pozíció          | Főiskola                             |
| --- | ------ | ------------------- | ---------------- | ------------------------------------ |
| 1   | 24     | Brandon Meriweather | safety           | University of Miami                  |
| 4   | 127    | Kareem Brown        | defensive end    | University of Miami                  |
| 5   | 171    | Clint Oldenburg     | offensive tackle | Colorado State University            |
| 6   | 180    | Justin Rogers       | linebacker       | Southern Methodist University        |
| 6   | 202    | Mike Richardson     | cornerback       | University of Notre Dame             |
| 6   | 208    | Justise Hairston    | running back     | Central Connecticut State University |
| 6   | 209    | Corey Hilliard      | offensive guard  | Oklahoma State University System     |
| 7   | 211    | Oscar Lua           | linebacker       | University of Southern California    |
| 7   | 247    | Mike Elgin          | center           | University of Iowa                   |

|  | kárpótló választás |

| Kör | Teljes | Csapat                                    | Kapja                                                                              |
| --- | ------ | ----------------------------------------- | ---------------------------------------------------------------------------------- |
| 1   | 28     | San Francisco 49ersnek                    | San Francisco negyedik körös draftválasztása 2007-ben és az elsőkörös 2008-ban     |
| 3   | 91     | Oakland Raidersnek                        | Oakland Raiders hetedik körös draftválasztása 2007-ben és a harmadikkörös 2008-ban |
| 4   | 110    | San Francisco 49erstől Oakland Raidersnek | Randy Moss                                                                         |

## Versenynaptár

### Előszezon
| Hét | Kezdőrúgás  | Dátum               | Ellenfél             | Eredmény | Helyszín                | TV   | Mutató | NFL.com Összefoglaló |
| --- | ----------- | ------------------- | -------------------- | -------- | ----------------------- | ---- | ------ | -------------------- |
| 1.  | 7:30 PM EDT | 2007. augusztus 10. | Tampa Bay Buccaneers | V 13–10  | Raymond James Stadium   | WCVB | 0–1    | Összefoglaló         |
| 2.  | 8:00 PM EDT | 2007. augusztus 17. | Tennessee Titans     | V 27–24  | Gillette Stadium        | WCVB | 0–2    | Összefoglaló         |
| 3.  | 8:00 PM EDT | 2007. augusztus 24. | Carolina Panthers    | Gy 24–7  | Bank of America Stadium | CBS  | 1–2    | Összefoglaló         |
| 4.  | 7:30 PM EDT | 2007. augusztus 30. | New York Giants      | Gy 27–20 | Gillette Stadium        | WCVB | 2–2    | Összefoglaló         |

### Alapszakasz
| Hét | Kezdőrúgás  | Dátum                | Ellenfél            | Eredmény  | Helyszín             | TV        | Mutató    | NFL.com Összefoglaló |
| --- | ----------- | -------------------- | ------------------- | --------- | -------------------- | --------- | --------- | -------------------- |
| 1.  | 1:00 PM EDT | 2007. szeptember 9.  | New York Jets       | Gy 38–14  | Giants Stadium       | CBS       | 1–0       | Összefoglaló         |
| 2.  | 8:15 PM EDT | 2007. szeptember 16. | San Diego Chargers  | Gy 38–14  | Gillette Stadium     | NBC       | 2–0       | Összefoglaló         |
| 3.  | 1:00 PM EDT | 2007. szeptember 23. | Buffalo Bills       | Gy 38–7   | Gillette Stadium     | CBS       | 3–0       | Összefoglaló         |
| 4.  | 8:30 PM EDT | 2007. október 1.     | Cincinnati Bengals  | Gy 34–13  | Paul Brown Stadium   | ESPN      | 4–0       | Összefoglaló         |
| 5.  | 1:00 PM EDT | 2007. október 7.     | Cleveland Browns    | Gy 34–17  | Gillette Stadium     | CBS       | 5–0       | Összefoglaló         |
| 6.  | 4:15 PM EDT | 2007. október 14.    | Dallas Cowboys      | Gy 48–27  | Texas Stadium        | CBS       | 6–0       | Összefoglaló         |
| 7.  | 1:00 PM EDT | 2007. október 21.    | Miami Dolphins      | Gy 49–28  | Dolphin Stadium      | CBS       | 7–0       | Összefoglaló         |
| 8.  | 4:15 PM EDT | 2007. október 28.    | Washington Redskins | Gy 52–7   | Gillette Stadium     | FOX       | 8–0       | Összefoglaló         |
| 9.  | 4:15 PM EST | 2007. november 4.    | Indianapolis Colts  | Gy 24–20  | RCA Dome             | CBS       | 9–0       | Összefoglaló         |
| 10. | Pihenőhét   | Pihenőhét            | Pihenőhét           | Pihenőhét | Pihenőhét            | Pihenőhét | Pihenőhét | Pihenőhét            |
| 11. | 8:15 PM EST | 2007. november 18.   | Buffalo Bills       | Gy 56–10  | Ralph Wilson Stadium | NBC       | 10–0      | Összefoglaló         |
| 12. | 8:15 PM EST | 2007. november 25.   | Philadelphia Eagles | Gy 31–28  | Gillette Stadium     | NBC       | 11–0      | Összefoglaló         |
| 13. | 8:30 PM EST | 2007. december 3.    | Baltimore Ravens    | Gy 27–24  | M&T Bank Stadium     | ESPN      | 12–0      | Összefoglaló         |
| 14. | 4:15 PM EST | 2007. december 9.    | Pittsburgh Steelers | Gy 34–13  | Gillette Stadium     | CBS       | 13–0      | Összefoglaló         |
| 15. | 1:00 PM EST | 2007. december 16.   | New York Jets       | Gy 20–10  | Gillette Stadium     | CBS       | 14–0      | Összefoglaló         |
| 16. | 4:15 PM EST | 2007. december 23.   | Miami Dolphins      | Gy 28–7   | Gillette Stadium     | CBS       | 15–0      | Összefoglaló         |
| 17. | 8:15 PM EST | 2007. december 29.   | New York Giants     | Gy 38–35  | Giants Stadium       | NFLN      | 16–0      | Összefoglaló         |

### A csoport állása
| AFC East             | AFC East | AFC East | AFC East | AFC East | AFC East      | AFC East    | AFC East |
| Csapatok             | Gy       | V        | D        | Arány    | Szerzett pont | Kapott pont | Mutató   |
| -------------------- | -------- | -------- | -------- | -------- | ------------- | ----------- | -------- |
| New England Patriots | 16       | 0        | 0        | 1,000    | 589           | 274         | Gy–16    |
| Buffalo Bills        | 7        | 9        | 0        | 0,438    | 252           | 354         | V–3      |
| New York Jets        | 4        | 12       | 0        | 0,250    | 268           | 355         | Gy–1     |
| Miami Dolphins       | 1        | 15       | 0        | 0,063    | 267           | 437         | V–2      |

## Az alapszakasz eredményei

### 1. hét: New York Jets (idegenben)
|          | 1 | 2 | 3  | 4  | Végeredmény |
| -------- | - | - | -- | -- | ----------- |
| Patriots | 7 | 7 | 14 | 10 | 38          |
| Jets     | 0 | 7 | 7  | 0  | 14          |

Giants Stadion, East Rutherford, New Jersey
- A játék kezdete: 13:00 EDT
- Időjárás: 28,9 °C (kicsit felhős)
- Közvetítők (CBS): Jim Nantz és Phil Simms
- Főbíró: Jeff Triplette
- Látogatottság: 77 900

### 2. hét: San Diego Chargers
|          | 1  | 2  | 3 | 4 | Végeredmény |
| -------- | -- | -- | - | - | ----------- |
| Chargers | 0  | 0  | 7 | 7 | 14          |
| Patriots | 14 | 10 | 7 | 7 | 38          |

Gillette Stadion, Foxboro, Massachusetts
- A játék kezdete: 20:15 EDT
- Időjárás: 12,8 °C (tiszta)
- Közvetítők (NBC): Al Michaels, John Madden és Andrea Kremer
- Főbíró: Ed Hochuli
- Látogatottság: 68 756

### 3. hét: Buffalo Bills
|          | 1 | 2  | 3  | 4 | Végeredmény |
| -------- | - | -- | -- | - | ----------- |
| Bills    | 7 | 0  | 0  | 0 | 7           |
| Patriots | 3 | 14 | 14 | 7 | 38          |

Gillette Stadion, Foxboro, Massachusetts
- A játék kezdete: 13:00 EDT
- Időjárás: 23,3 °C (tiszta)
- Közvetítők (CBS): Kevin Harlan  és Rich Gannon
- Főbíró: Scott Green
- Látogatottság: 68 756

### 4. hét: Cincinnati Bengals (idegenben)
|          | 1  | 2 | 3 | 4  | Végeredmény |
| -------- | -- | - | - | -- | ----------- |
| Patriots | 10 | 7 | 7 | 10 | 34          |
| Bengals  | 0  | 7 | 3 | 3  | 13          |

Paul Brown Stadion, Cincinnati, Ohio
- A játék kezdete: 20:30 EDT
- Időjárás: 22,2 °C (tiszta és enyhe)
- Közvetítők (ESPN:[megj 1] Mike Tirico, Ron Jaworski, Tony Kornheiser Michele Tafoya és Suzy Kolber
- Főbíró: Jerome Boger
- Látogatottság: 66 113

### 5. hét: Cleveland Browns
|          | 1  | 2  | 3 | 4  | Végeredmény |
| -------- | -- | -- | - | -- | ----------- |
| Browns   | 0  | 0  | 3 | 14 | 17          |
| Patriots | 10 | 10 | 0 | 14 | 34          |

Gillette Stadion, Foxboro, Massachusetts
- A játék kezdete: 13:00 EDT
- Időjárás: 13,3 °C (felhős és hűvös, esély az esőre)
- Közvetítők (CBS): Greg Gumbel és Dan Dierdorf
- Főbíró: Walt Coleman
- Látogatottság: 68 756

### 6. hét: Dallas Cowboys (idegenben)
|          | 1  | 2  | 3  | 4  | Végeredmény |
| -------- | -- | -- | -- | -- | ----------- |
| Patriots | 14 | 7  | 10 | 17 | 48          |
| Cowboys  | 0  | 17 | 7  | 3  | 27          |

Texas Stadion, Irving, Texas
- A játék kezdete: 15:15 CST
- Időjárás: 29,4 °C (fedett pálya)
- Közvetítők (CBS): Jim Nantz  és Phil Simms
- Főbíró: Mike Carey
- Látogatottság: 63 984

### 7. hét: Miami Dolphins (idegenben)
|          | 1  | 2  | 3 | 4  | Végeredmény |
| -------- | -- | -- | - | -- | ----------- |
| Patriots | 14 | 28 | 0 | 7  | 49          |
| Dolphins | 0  | 7  | 0 | 21 | 28          |

Dolphin Stadion, Miami Gardens, Florida
- A játék kezdete: 13:00 EDT
- Időjárás: 29,4 °C (napos)
- Közvetítők (CBS): Greg Gumbel és Dan Dierdorf
- Főbíró: Pete Morelli
- Látogatottság: 71 951

### 8.hét: Washington Redskins
|          | 1 | 2  | 3  | 4  | Végeredmény |
| -------- | - | -- | -- | -- | ----------- |
| Redskins | 0 | 0  | 0  | 7  | 7           |
| Patriots | 7 | 17 | 14 | 14 | 52          |

Gillette Stadion, Foxboro, Massachusetts
- A játék kezdete: 16:15 EDT
- Időjárás: 12,8 °C (tiszta, szeles és hűvös)
- Közvetítők (FOX): Kenny Albert, Troy Aikman és Pam Oliver
- Főbíró: Larry Nemmers
- Látogatottság: 68 756

### 9. hét: Indianapolis Colts (idegenben)
|          | 1 | 2  | 3 | 4  | Végeredmény |
| -------- | - | -- | - | -- | ----------- |
| Patriots | 0 | 7  | 3 | 14 | 24          |
| Colts    | 3 | 10 | 0 | 7  | 20          |

RCA Dome, Indianapolis, Indiana
- A játék kezdete: 16:15 EST
- Időjárás: Fedett pálya
- Közvetítők (CBS): Jim Nantz és Phil Simms
- Főbíró: John Parry
- Látogatottság: 57 540

### 11. hét: Buffalo Bills (idegenben)
|          | 1  | 2  | 3 | 4  | Végeredmény |
| -------- | -- | -- | - | -- | ----------- |
| Patriots | 14 | 21 | 7 | 14 | 56          |
| Bills    | 7  | 0  | 3 | 0  | 10          |

Ralph Wilson Stadion, Orchard Park, New York
- A játék kezdete: 20:15 EST
- Időjárás: 2,2 °C (kicsit felhős, hószállingózás várható)
- Közvetítők (NBC): Al Michaels, John Madden és Andrea Kremer
- Főbíró: Bill Carollo
- Látogatottság: 71 338

### 12. hét: Philadelphia Eagles
|          | 1  | 2  | 3 | 4 | Végeredmény |
| -------- | -- | -- | - | - | ----------- |
| Eagles   | 7  | 14 | 7 | 0 | 28          |
| Patriots | 14 | 10 | 0 | 7 | 31          |

Gillette Stadion, Foxboro, Massachusetts
- A játék kezdete: 20:15 EST
- Időjárás: 3,9 °C (tiszta és hideg)
- Közvetítők (NBC): Al Michaels, John Madden és Andrea Kremer
- Főbíró: Gene Steratore
- Látogatottság: 68 756

### 13. hét: Baltimore Ravens (idegenben)
|          | 1 | 2 | 3 | 4  | Végeredmény |
| -------- | - | - | - | -- | ----------- |
| Patriots | 3 | 7 | 7 | 10 | 27          |
| Ravens   | 7 | 3 | 7 | 7  | 24          |

M&T Bank Stadion, Baltimore, Maryland
- A játék kezdete: 20:30 EST
- Időjárás: 4,4 °C (tiszta)
- Közvetítők (ESPN[megj 1]): Mike Tirico, Ron Jaworski and Tony Kornheiser, Michele Tafoya and Suzy Kolber
- Főbíró: Walt Anderson
- Látogatottság: 71 382

### 14. hét: Pittsburgh Steelers
|          | 1 | 2  | 3  | 4 | Végeredmény |
| -------- | - | -- | -- | - | ----------- |
| Steelers | 3 | 10 | 0  | 0 | 13          |
| Patriots | 7 | 10 | 14 | 3 | 34          |

Gillette Stadion, Foxboro, Massachusetts
- A játék kezdete: 14:15 EST
- Időjárás: 1,1 °C (felhős és hideg)
- Közvetítők (CBS): Jim Nantz és Phil Simms
- Főbíró: Terry McAulay
- Látogatottság: 68 756

### 15. hét: New York Jets
|          | 1 | 2  | 3 | 4 | Végeredmény |
| -------- | - | -- | - | - | ----------- |
| Jets     | 0 | 7  | 0 | 3 | 10          |
| Patriots | 7 | 10 | 0 | 3 | 20          |

Gillette Stadion, Foxboro, Massachusetts
- A játék kezdete: 13:00 EST
- Időjárás: 2,2 °C (eső)
- Közvetítők (CBS): Jim Nantz és Phil Simms
- Főbíró: Jerome Boger
- Látogatottság: 68 756

### 16. hét: Miami Dolphins
|          | 1 | 2  | 3 | 4 | Végeredmény |
| -------- | - | -- | - | - | ----------- |
| Dolphins | 0 | 0  | 7 | 0 | 7           |
| Patriots | 7 | 21 | 0 | 0 | 28          |

Gillette Stadion, Foxboro, Massachusetts
- A játék kezdete: 16:15 EST
- Időjárás: 6,1 °C (felhős és enyhe, eső várható)
- Közvetítők (CBS): Jim Nantz és Phil Simms
- Főbíró: Ron Winter
- Látogatottság: 68 756

### 17. hét: New York Giants (idegenben)
|          | 1 | 2  | 3 | 4  | Végeredmény |
| -------- | - | -- | - | -- | ----------- |
| Patriots | 3 | 13 | 7 | 15 | 38          |
| Giants   | 7 | 14 | 7 | 7  | 35          |

Giants Stadion, East Rutherford, New Jersey
- A játék kezdete: 20:15 EST
- Időjárás: 6,7 °C (tiszta)
- Közvetítők (NFLN[megj 1][megj 2]):[41] Bryant Gumbel, Cris Collinsworth és Adam Schefter
- Főbíró: Mike Carey
- Látogatottság: 79 110

## A rájátszás menetrendje
| Hét              | Kezdőrúgás  | Dátum            | Ellenfél                 | Eredmény  | Helyszín                      | TV        | Mutató    | NFL.com Összefoglaló |
| ---------------- | ----------- | ---------------- | ------------------------ | --------- | ----------------------------- | --------- | --------- | -------------------- |
| Wild Card        | Pihenőhét   | Pihenőhét        | Pihenőhét                | Pihenőhét | Pihenőhét                     | Pihenőhét | Pihenőhét | Pihenőhét            |
| Csoport          | 8:00 PM EST | 2008. január 12. | Jacksonville Jaguars (5) | Gy 31–20  | Gillette Stadion              | CBS       | 1–0       | Összefoglaló         |
| AFC Championship | 3:00 PM EST | 2008. január 20. | San Diego Chargers (3)   | Gy 21–12  | Gillette Stadion              | CBS       | 2–0       | Összefoglaló         |
| Super Bowl XLII  | 6:30 PM EST | 2008. február 3. | New York Giants (5)      | V 14–17   | University of Phoenix Stadion | FOX       | 2–1       | Összefoglaló         |

## A rájátszás eredményei

### Csoportkör a Jacksonville Jaguars ellen
|          | 1 | 2 | 3  | 4 | Végeredmény |
| -------- | - | - | -- | - | ----------- |
| Jaguars  | 7 | 7 | 3  | 3 | 20          |
| Patriots | 7 | 7 | 14 | 3 | 31          |

Gillette Stadion, Foxboro, Massachusetts
- Kezdés ideje: 8:00 p.m. EST
- Időjárás: 2,8 °C, felhős és hideg
- Közvetítők (CBS): Jim Nantz és Phil Simms
- Főbíró: Jerome Boger
- Látogatottság: 68 756 néző
- Pontszerzés
  - 1. negyed
    - JAC – Matt Jones 8 yard passz David Garrardtól (Josh Scobee rúgása), 10:50. Jaguars 7–0. Drive: 9 play, 80 yard, 4:10.
    - NE – Benjamin Watson 3 yard passz Tom Bradytől (Stephen Gostkowski rúgása), 5:01. döntetlen 7–7. Drive: 10 play, 74 yard, 5:49.

  - 2. negyed
    - NE – Laurence Maroney 1 yard futás (Stephen Gostkowski rúgás), 14:57. Patriots 14–7. Drive: 7 play, 29 yard, 3:33.
    - JAC – Ernest Wilford 6 yard passz David Garrardtól (Josh Scobee rúgása), 7:46. döntetlen 14–14. Drive: 11 play, 95 yard, 7:11.

  - 3. negyed
    - NE – Wes Welker 6 yard passz Tom Bradytől (Stephen Gostkowski rúgása), 8:49. Patriots 21–14. Drive: 11 play, 82 yard, 6:11.
    - JAC – Josh Scobee 39 yard field goal, 4:04. Patriots 21-17. Drive: 9 play, 48 yard, 4:45.
    - NE – Benjamin Watson 9 yard passz Tom Bradytől (Stephen Gostkowski rúgása), 0:49. Patriots 28–17. Drive: 6 play, 76 yard, 3:15.

  - 4. negyed
    - JAC – Josh Scobee 25 yard field goal, 9:44. Patriots 28–20. Drive: 13 play, 86 yard, 6:05.
    - NE – Stephen Gostowski 35 yard field goal, 6:39. Patriots 31–20. Drive: 6 play, 63 yard, 3:05.

### AFC Championship Game a San Diego Chargers ellen
|          | 1 | 2  | 3 | 4 | Végeredmény |
| -------- | - | -- | - | - | ----------- |
| Chargers | 3 | 6  | 3 | 0 | 12          |
| Patriots | 0 | 14 | 0 | 7 | 21          |

Gillette Stadion, Foxborough, Massachusetts
- Kezdés idő: 3:00 p.m. EST/12:00 p.m. PST
- Időjárás: –5 °C, kissé felhős, szeles és hideg
- Közvetítők (CBS): Jim Nantz, Phil Simms és Steve Tasker
- Főbíró: Jeff Triplette
- Látogatottság: 68 756 néző
- Pontszerzés
  - 1. negyed
    - SD – Nate Kaeding 26 yard field goal, 2:55. Chargers 3–0. Drive: 7 play, 32 yard, 2:12.

  - 2. negyed
    - NE – Laurence Maroney 1 yard futás (Stephen Gostkowski rúgása), 13:48. Patriots 7–3. Drive: 10 play, 65 yard, 4:07.
    - SD – Nate Kaeding 23 yard field goal, 9:14. Patriots 7–6. Drive: 9 play, 65 yard, 4:34.
    - NE – Jabar Gaffney 12 yard passz Tom Bradytől (Stephen Gostkowski rúgása), 3:51. Patriots 14–6. Drive: 2 play, 24 yard, 0:45.
    - SD – Nate Kaeding 40 yard field goal, 0:08. Patriots 14–9. Drive: 6 play, 43 yard, 1:38.

  - 3. negyed
    - SD – Nate Kaeding 24 yard field goal, 8:36. Patriots 14–12. Drive: 8 play, 43 yard, 3:56.

  - 4. negyed
    - NE – Wes Welker 6 yard passz Tom Bradytől (Stephen Gostkowski rúgása), 12:15. Patriots 21–12. Drive: 8 play, 67 yard, 4:17.

### Super Bowl XLII a New York Giants ellen
|          | 1 | 2 | 3 | 4  | Végeredmény |
| -------- | - | - | - | -- | ----------- |
| Giants   | 3 | 0 | 0 | 14 | 17          |
| Patriots | 0 | 7 | 0 | 7  | 14          |

University of Phoenix stadion,  Glendale (Arizona), Arizona
- Kezdés idő: 6:25 p.m. EST/ 4:25 p.m. MST
- Időjárás: Fedett stadionban játszották
- Közvetítők (FOX): Joe Buck, Troy Aikman, Pam Oliver és Chris Myers
- Főbíró: Mike Carey
- Látogatottság: 71 101 néző
- Pontszerzés
  - 1. negyed
    - NYG – Lawrence Tynes 32 yard field goal, 5:01. Giants 3–0. Drive: 16 play, 63 yard, 9:59.

  - 2. negyed
    - NE – Laurence Maroney 1 yard futás (Stephen Gostkowski rúgása), 14:57. Patriots 7–3. Drive: 12 play, 56 yard, 5:04.

  - 3. negyed
    - Semmi

  - 4. negyed
    - NYG – David Tyree 5 yard passz Eli Manningtől (Lawrence Tynes rúgása), 11:05. Giants 10–7. Drive: 6 play, 80 yard, 3:47.
    - NE – Randy Moss 6 yard passz Tom Bradytől (Stephen Gostkowski rúgása), 2:42. Patriots 14–10. Drive: 12 play, 80 yard, 5:15.
    - NYG – Plaxico Burress 13 yard passz Eli Manningtől (Lawrence Tynes rúgása), 0:35. Giants 17–14. Drive: 12 play, 83 yard, 2:10.

## Díjak
| Díjazott       | Díj |
| -------------- | --- |
| Bill Belichick | 6. hét: A hét NFL-edzője (Motorola) 17. hét: A hét NFL-edzője (Motorola) 2007 Az év NFL-edzője (Associated Press) |
| Tom Brady      | 3. hét: A hét AFC támadójátékosa Szeptember: A hónap AFC támadójátékosa 6. hét: A hét AFC támadójátékosa 6. hét: A hét NFL támadójátékosa (FedEx Express) 7. hét: A hét AFC támadójátékosa 7. hét: A hét NFL támadójátékosa (FedEx Express) Október: A hónap AFC támadójátékosa 11. hét: A hét NFL támadójátékosa (FedEx Express) 14.hét: A hét AFC támadójátékosa 2007 Az év sportembere (Sporting News) 2007 Az év férfi sportolója (Associated Press) 2007 Az NFL Legértékesebb Játékosa díj (Associated Press) 2007 Az év NFL támadójátékosa (Associated Press) |
| Ellis Hobbs    | 1. hét: A hét NFL special team játékosa |
| Randy Moss     | 9. hét: A hét AFC támadójátékosa 11. hét: A hét AFC támadójátékosa November: A hónap AFC támadójátékosa |
| Stephen Neal   | 2007 New England Patriots Ed Block Courage Award |
| Asante Samuel  | 12. hét: A hét AFC védőjátékosa |
| Mike Vrabel    | 8. hét: A hét AFC védőjátékosa 8. hét: A hét NFL védőjátékosa (GMC) |
| Ty Warren      | 2007 New England Patriots Ron Burton Community Service Award |
| Wes Welker     | 2007 New England Patriots 12. játékos díj |

Pro Bowl jelöltek
A 2008-as Pro Bowlra nyolc Patriots-játékost jelöltek, a legtöbbet 1985 óta. Közülük hetet jelöltek kezdőnek: Tom Brady quarterback, Matt Light offensive tackle, Logan Mankins guard, Randy Moss wide receiver, Asante Samuel cornerback, Mike Vrabel linebacker és  Vince Wilfork defensive tackle. Dan Koppen centert tartalékként jelölték.